# Droga krajowa B405 (Niemcy)
Droga krajowa 405 (Bundesstraße 405, B 405) – niemiecka droga krajowa przebiegająca na osi wschód - zachód, od granicy z Francją  do Saarlouis w Saarze. 
Droga stanowi jednocześnie połączenie miasta z autostradami A8 na północy i A620 na zachodzie.